# Подгорье (Никольский район)
Подгорье — деревня в Никольском районе Вологодской области.
Входит в состав Вахневского сельского поселения, с точки зрения административно-территориального деления — в Вахневский сельсовет.
Расстояние по автодороге до районного центра Никольска — 38 км, до центра муниципального образования Вахнево — 1 км. Ближайшие населённые пункты — Вахнево, Юшково, Большое Оксилово, Захарово.
По переписи 2002 года население — 47 человек (21 мужчина, 26 женщин). Преобладающая национальность — русские (98 %).